# سلمون جيلا
سلمون جيلا (الاسم العلمي:Oncorhynchus gilae) (بالإنجليزية: Gila trout)‏ هو نوع من الأسماك يتبع جنس سلمون الباسيفيك من فصيلة السلمونيات.